# 阿非利加大区
阿非利加大区（拉丁語：praefectura praetorio Africae）是东罗马帝国位于馬格里布的一个主要行政区划，治所位于迦太基，建立于533年﹣534年拜占庭皇帝查士丁尼一世自汪达尔人手中收复北非之后。它存续至580年代晚期，其后被阿非利加总督区取代。

## 历史

### 建立
533年，贝利撒留统率罗马军队击败并摧毁了地处原罗马北非领土上的汪达尔王国。紧接着获胜之后，534年4月，皇帝查士丁尼颁布了关于新获取领土行政组织的法令。原有的罗马省份阿非利加管区大部领土在汪达尔人手中都完好地被保留了下来，但很大一部分，包括廷吉塔纳毛里塔尼亚的几乎所有土地、凯撒毛里塔尼亚与斯提芬毛里塔尼亚的大部分领土、努米底亞和拜扎凯纳的很大一部分地区都在被称为摩尔人的柏柏尔人部落的入侵中失去。不过查士丁尼还是恢复了旧有的区划，但是将迦太基的总督擢升为最高的行政职阶——大区长，从而终结了传统上阿非利加从属于意大利大区（当时仍在東哥德王國统治之下）的地位，并下设了七个行省：
|                               | 在前述的城市中，承蒙上帝协助，七个行省与其法官将被掌控，其中廷吉、迦太基、拜扎凯纳和的黎波里，以前由资深执政官统辖，应当设有同执政官；而其他的，也就是说，努米底亚、毛里塔尼亚和萨丁尼亚应当，承蒙上帝帮助，听从于省督。 |
| ——查士丁尼法典，第1章，第27条 | |

应当假设，廷吉塔纳毛里塔尼亚传统上作为西班牙管区（之后被西哥特王国统治）的一部分，在查士丁尼的安排下未成为一个单独的行省，而是与凯撒毛里塔尼亚合并，以廷吉作为首府，他所说的毛里塔尼亚是指斯提芬毛里塔尼亚。同样值得注意的是，萨丁尼亚成为阿非利加而非意大利的一部分。
根据J·B·伯里的说法，查士丁尼的企图是“清除掉所有汪达尔人征服过的痕迹，如同什么都没有发生过。”教堂恢复为迦克墩教派的教士执掌，存余的阿里烏教派遭到迫害。甚至土地所有权也恢复为汪达尔人征服之前的模样，但是经过汪达尔人100年的统治之后，产权文件记录的遗失匮乏造成了行政和司法的混乱。
军政也由新的“阿非利加陆军总长”掌管，并配有一名步兵统领和四名地区边防司令（的黎波里塔尼亚的位于大莱普提斯，拜扎凯纳的驻扎于卡普萨或特勒普特，努米底亚的坐镇于基尔塔，毛里塔尼亚的则在凯撒里亚）。这一组织是随着罗马人将摩尔人击退并收复这些领土时，才慢慢建立的。

### 摩尔战争
当罗马军队在非洲登陆时，摩尔人持中立立场，但在罗马人迅速胜利之后，他们的大多数部落宣誓效忠帝国。最重要的部族包括的黎波里塔尼亚的莱乌阿泰（Leuathae）、拜扎凯纳的弗雷克西（Frexi）。弗雷克西人及其盟友由安塔拉斯统领，该地区的其他部落则追随库齐纳斯。努米底亚的奥拉西人（Aurasii，奧雷斯山脈的部落）由伊奥达斯（Iaudas）统治，毛里塔尼亚的摩尔人则由马斯蒂加斯及马苏纳率领。

#### 第一次摩尔人起义
贝利撒留前往君士坦丁堡后，其机要秘书，来自达拉的宦官所罗门接任了阿非利加陆军总长一职。住在拜扎凯纳和努米底亞的毛里人立即反叛，所罗门与其军队，包括联盟的摩尔人部落，向他们发起进攻。因情况十分严峻，所以所罗门在534年夏亦被赋予民事权力，取代了第一任大区长阿克劳斯（Archelaus）。所罗门在拜扎凯纳的马莫斯（Mamma）击败了毛里人，535年初，又果断地在布尔加昂山（Mt. Bourgaon）战役中再次取胜。到了夏季，他对正在蹂躏努米底亚的伊奥达斯以及奥拉西人发动进攻，但未能取得什么结果。所罗门随后着手沿着边界以及主要道路建立堡垒希望能遏制摩尔人的袭击。

#### 军队起事

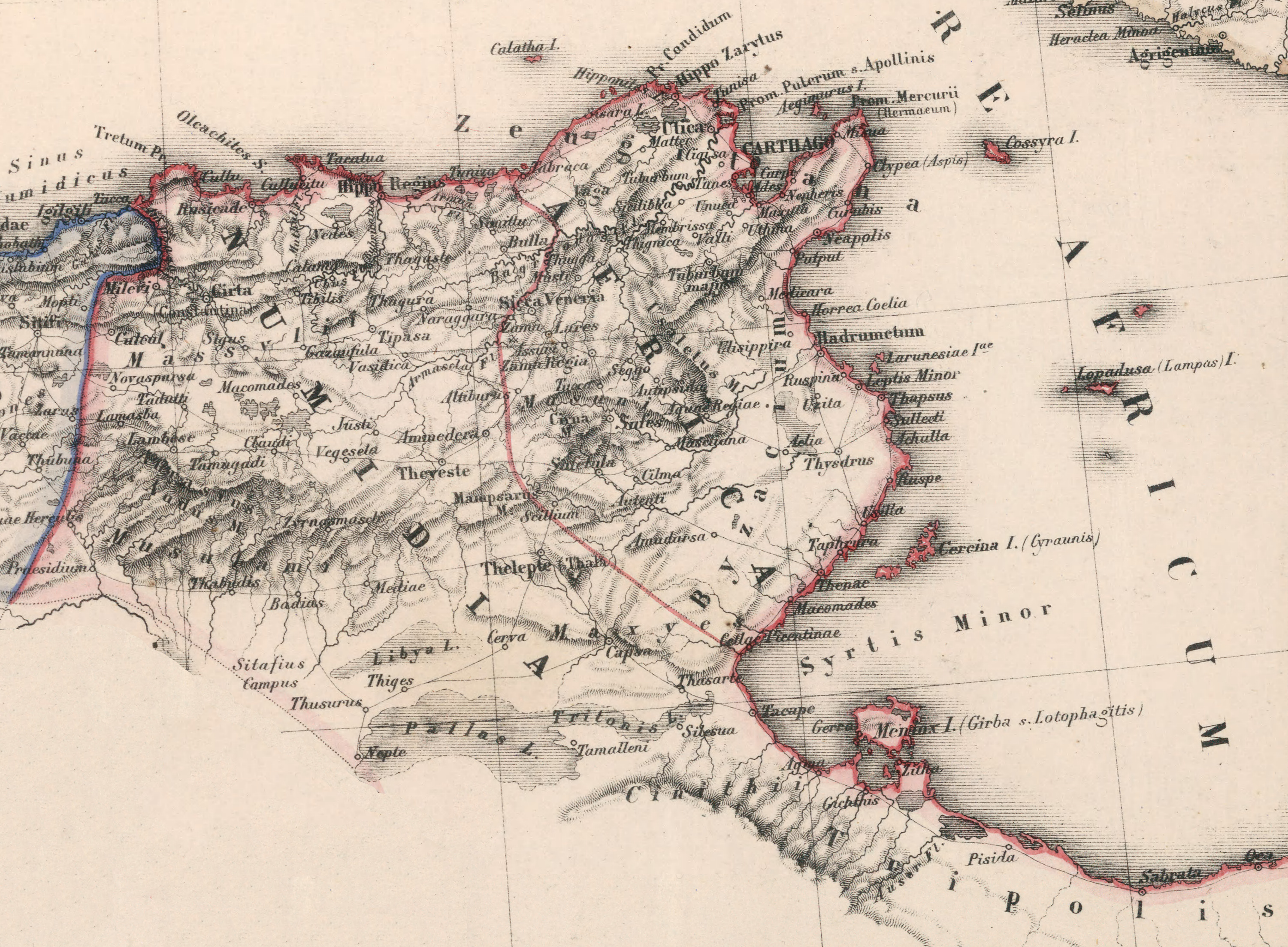
阿非利加，以及拜扎凯纳、泽吉塔纳、努米底亚行省

536年复活节，因对所罗门的不满，一大群士兵发动了叛乱。所罗门与其秘书普罗柯比逃往被贝利撒留征服不久的西西里。所罗门派遣马丁努斯前往努米底亚的军队那里，并写信让狄奥多拉留下来负责迦太基的事务。当听闻兵变后，贝利撒留带上所罗门以及100精兵，航向非洲。迦太基被9000名叛军包围，包括许多汪达尔人，皆由斯托察斯统领。贝利撒留出现之时，狄奥多拉在考虑投降。这位名将到来的消息使得叛军放弃包围并向西撤退。贝利撒留尽管只能召集到2000人，但是他立刻追击，在芒布尔萨附近赶上并击溃了叛军，但是大部分叛军逃脱，继续向努米底亚进军，当地的军队则加入了其中。贝利撒留自己因平叛不得不返回意大利，查士丁尼则指派自己的侄子日耳曼努斯前往利比亚处理兵变。
日耳曼努斯通过安抚并补偿拖欠的军饷，将许多叛军争取到自己一边。最终，537年春，两支军队在斯卡拉韦特利斯（Scalae Veteres）交战，日耳曼努斯取得了极大胜利。斯托察斯逃往毛里塔尼亚的部落，日耳曼努斯则在接下来的两年中重建了军队的风纪。最终，查士丁尼判断局势已经足够稳定，就让所罗门接替了日耳曼努斯。所罗门继续日耳曼努斯的工作，裁掉了忠心存疑的军队，并加强了要塞网络。这种谨慎的组织使他能够成功地击败了奥拉西姆摩尔人，将他们逐出了山中的据点，夯实了罗马在努米底亚与斯提芬毛里塔尼亚的统治。

#### 第二次摩尔人起义与冈萨雷斯兵变
接下来的几年中，非洲一直平静而又繁荣，直到约542年大瘟疫席卷此地，行省的人民承受了很多痛苦。与此同时，一些罗马总督傲慢无礼的习性也使得与摩尔领导人（例如拜扎凯纳的安塔拉斯）的关系疏远了起来，后者被激怒，开始劫掠罗马领土。544年与摩尔人的一次战役中，罗马军队被击溃，所罗门战死。之后所罗门哥哥的儿子塞尔吉乌斯继承了他的位置，后者要为摩尔人的起义负很大责任。塞尔吉乌斯不受欢迎，也能力有限。摩尔人则被叛逃的士兵斯托察斯聚集起来，加入到了安塔拉斯的麾下。摩尔人在斯托察斯的协助下，得以用计进入并占领了海岸城市哈德鲁梅。一位名叫保卢斯的教士前往迦太基求助，在塞尔吉乌斯仅给了80人的情况下，带领这支部队夺回了城市。摩尔人尽管受挫，但还是毫无忌惮地劫掠，使得乡村地区的人口逃往要塞城市或者西西里。查士丁尼之后派元老阿雷奥宾杜斯前往，后者的妻子普雷耶克塔，以及其它几个官员也一起随行。但是皇帝的目的并非让他接替塞尔吉乌斯，而是与之一同掌权。塞尔吉乌斯被派去努米底亚作战，阿雷奥宾杜斯则去清剿拜扎凯纳的敌人。阿雷奥宾杜斯派遣西西尼奥鲁斯（Sisiniolus）之子约翰率领一支精锐对抗安塔拉斯和斯托察斯，但是塞尔吉乌斯并未遵照阿雷奥宾杜斯的要求予以协助。两军相接后，约翰在单挑中使得斯托察斯受到了致命伤，但是自己此后也被摩尔人军队杀死。这一事件迫使查士丁尼召回塞尔吉乌斯，将指挥权集中到了阿雷奥宾杜斯手里。此后在546年3月，阿雷奥宾杜斯遭冈萨雷斯推翻并被杀害，后者此前和摩尔人秘密谈判叛变，并想要独立成为僭主。但是冈萨雷斯自己于五月初被忠心的亚美尼亚人阿尔塔巴尼斯杀死推翻。阿尔塔巴尼斯被任命为了阿非利加陆军总长，不过他请求被召回，皇帝满足了其要求，很快将其召回了君士坦丁堡。
查士丁尼派去代替的人是颇具天赋的约翰·特洛格利塔，弗拉維烏斯·克雷斯考尼烏斯·科里普斯著写的史诗《约翰尼斯》（Iohannis）中颂扬了他的功绩。特洛格利塔曾于非洲在贝利撒留和所罗门手下任职过，还曾在东方有着卓著的生涯，担任了美索不达米亚都督。尽管其兵力在数量上处于劣势，但还是战胜了诸多摩尔人部落，并在547年初决定性地击败了安塔拉斯与其盟友，将他们逐出了拜扎凯纳。普罗柯比记录道：
|                                                | 而这位约翰，一到利比亚，就立即与安塔拉斯及摩尔人在拜扎凯纳接战，将他们一举击败，并杀死了很多人；而且他还从这些蛮族手中夺取了所罗门的所有军旗，并将其送到了皇帝那里——这些军旗是先前所罗门被杀死时，他们所劫掠的。 |
| ——普罗柯比，《战史》，汪达尔战争（下），第28章 | |

但在几个月后，的黎波里塔尼亚的部落莱乌阿萨就起兵反叛，并重创了拜占庭军队。莱乌阿泰人与安塔拉斯汇合，摩尔人再度不受阻碍地侵袭，甚至远至迦太基。次年初，约翰召集起军队，联合了许多摩尔人部落，包括此前叛乱的库齐纳斯，出乎意料的击败了敌人，杀死了十七名敌军领袖，结束了困扰非洲近15年的叛乱。

### 恢复和平

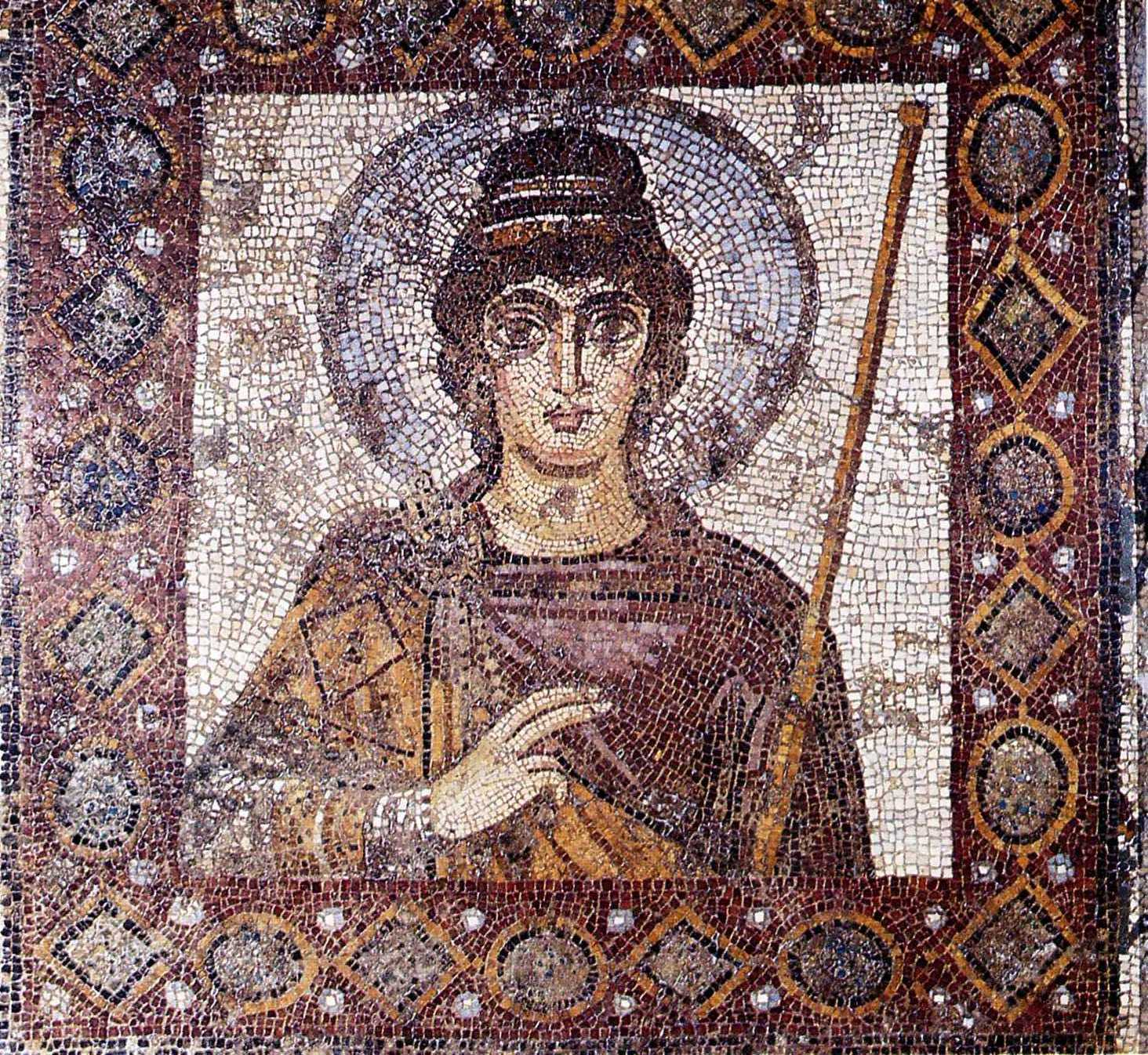
著名的“迦太基夫人”镶嵌画，可能是狄奥多拉的肖像，这是现代突尼斯幸存的主要拜占庭艺术作品之一

在接下来的几十年间，阿非利加保持安定，而得以恢复。如果不是特洛格利塔意识到，将摩尔人完全逐出各省份以及完全恢复行省的古代边界已无可能，和平或许不会持续这么久。相反的，他选择容纳摩尔人，保证其自治，与之交换让他们成为帝国的盟友。摩尔人各部落的王子的忠诚通过年金和赠礼来保证，同时这一和平由一个强大的要塞网络维持，其中许多一直留存到今天。
唯一打断这段安宁的是563年一次短暂的摩尔人叛乱。叛乱起因是年迈的部落首领库齐纳斯来到迦太基接收年金时，被陆军总长约翰·罗加提努斯毫无根据地杀死。他的儿子和家属起兵反叛，直到皇帝的侄子马尔西安率领一支远征军将其成功平定。
查士丁二世在位期间（565年－578年），对非洲非常关照。在大区长托马斯治理下，565年至570年间，要塞网络大为加强与扩张，进行了行政改革和并下放了权力，此外还成功向费赞的加拉曼特人以及住在凯撒毛里塔尼亚以南的盖图利人传教。与此同时，阿非利加是当时两线受袭的帝国之中较为宁静的地区之一，这也使帝国得以将部队从行省调至东线。

### 与摩尔人伽尔穆尔王国的冲突
在毛里塔尼亚，罗马人前哨塞普图姆（Septum）与凯撒毛里塔尼亚行省之间，自汪达尔人到来起，就有着诸多小的摩尔人王国，他们也统治着罗马化的城市人口。关于他们的信息很少，但是这些国家从未屈服于汪达尔人，而是声称为罗马帝国的延续，他们统治者也冠以诸如“英白拉多”（例如5世纪末期阿里斯首领马斯蒂埃斯）、或“摩尔人与罗马人之王”（rex gentium Maurorum et Romanorum，例如6世纪早期阿尔及利亚东北部阿尔塔瓦之王马苏纳）的头衔。
贝利撒留击败汪达尔人之后，罗马-摩尔人的国王们显然承认了罗马的宗主权（至少在名义上）。560年代末，摩尔人国王伽尔穆尔（可能为马苏纳继任者）对罗马领土发动袭击，尽管未能夺得什么重要的城镇，但是根据比克拉洛的约翰的记载，连续三名将领（570年大区长狄奥多尔、陆军总长提奥克提斯图斯，571年提奥克提斯图斯的继任者阿马比利斯）都被伽尔穆尔的军队杀害。其行动，特别是在与同时间西班尼亚西哥特人的袭击放在一起考虑时，对行省当局造成了显而易见的威胁。伽尔穆尔并非纯粹半游牧的部落的首领，而是一个拥有常备部队的成熟蛮族王国的领袖。新皇帝提比略二世重新委派托马斯为大区长，并让干将根纳迪乌斯担任陆军总长，目标清晰地想要削弱伽尔穆尔的王国。准备工作漫长而严谨，但是这场发动于577年至578年的战争本身简短而有效率。579年，伽尔穆尔兵败被杀，廷吉塔纳与和凯撒两省之间的沿海走廊也得到了保全。

### 建立总督区
根纳迪乌斯继续在非洲担任了很长时间的陆军总长，一直到590年代早期，他也成为第一位阿非利加总督（exarchus）。皇帝莫里斯于580年代末建立阿非利加总督区时，将将民事权力与军事权力一并集中到根纳迪乌斯手中。总督区囊括了北非、西班牙的帝国领土、巴利阿里群岛、萨丁尼亚以及科西嘉。其相当繁荣，610年，非洲的军队推翻了福卡斯，希拉克略登上皇位。640年代起，总督区几乎成为了一个自治的实体，并一直存续到迦太基陷落于穆斯林人之手。

## 已知的大区长列表
- 阿克劳斯（Archelaus，534年）
- 所罗门（英语：Solomon (Byzantine general)）（第一次，534年－536年）
- 叙马库斯（Symmachus，536年－539年）
- 所罗门（第一次，539年－544年）
- 塞尔吉乌斯（Sergius，544年－545年）
- 阿塔纳西乌斯（英语：Athanasius (praetorian prefect)）（545年－548年，可能一直到了550年）
- 保罗（约552年）
- 约翰（约558年）
- 波埃提乌斯（英语：Boethius (consul 522)）（560年－561年）[25]
- 约翰·罗加提努斯（约563年）
- 托马斯（第一次，563年－565年）
- 狄奥多尔（约570年）
- 托马斯（第二次，574年－576年）
- 狄奥多尔（约582年）

### 脚注
1. ↑  Julien (1931, v.1, p.260-61)
2. ↑  Bury (1923), Vol. II, p. 139
3. ↑  Julien (1931: v.1, p.261)
4. ↑  Bury (1923), Vol. II, p. 140
5. ↑  Bury (1923), Vol. II, p. 142, note 52
6. ↑  Procopius, BV II.XIV
7. ↑  Procopius, BV II.XV
8. ↑  Procopius, BV II.XIX-XX
9. ↑  Procopius, BV II.XXI
10. ↑  Bury (1923), Vol. II, p. 145
11. ↑  Procopius, BV II.XXII
12. ↑  Procopius, BV II.XXIII
13. ↑  Procopius, BV II.XXIV
14. ↑  Procopius, BV II.XXV-XXVIII
15. ↑  Bury (1923), Vol. II, p. 147
16. ↑  Modéran (2003), p.816
17. ↑  Bury (1923), Vol. II, p. 148
18. ↑  El Africa Bizantina, p. 38
19. ↑  El Africa Bizantina, p. 44
20. ↑  Julien (1931: v.1, p.253-54). For a survey, see C. Courtois (1955) Les Vandales et l' Afrique. Paris: AMG.
21. ↑  PLRE IIIa, p. 504
22. ↑  El Africa Bizantina, pp. 45-46
23. ↑  PLRE IIIa, pp. 509–511
24. ↑  阿非利加总督在591年首次被提及。 (El Africa Bizantina, p. 47)
25. ↑  John R.C. Martyn, "A New Family Tree for Boethius", Parergon, 23 (2006), p. 6 doi:10.1353/pgn.2006.0082

## 书籍
- Brett, Michael; Fentress, Elizabeth. . Blackwell Publishing. 1996. ISBN 0-631-20767-8.
- Bury, John Bagnell. . Macmillan & Co., Ltd. 1923  [2020-03-20]. （原始内容存档于2023-07-16）.
- Cameron, Averil. . . Cambridge University Press. 2000: 552–569. ISBN 0-521-32591-9.
- Cameron, Averil. . . University of Michigan Press. 1982: 29–62.
- Diehl, Charles. . Paris: Ernest Leroux. 1896 （法语）.
- Julien, C.A. (1931) Histoire de l'Afrique du Nord, vol. 1 - Des origines a la conquête arabe, 1961 edition, Paris: Payot
- Martindale, John R.; Jones, A.H.M.; Morris, J.  IIIa. Cambridge University Press. 1992. ISBN 0-521-20160-8.
- Modéran, Yves. . 2003 （法语）.
- Pringle, Denys. . Oxford: British Archaeological Reports. 1981. ISBN 0-86054-119-3.
- Procopius, De Bello Vandalico (BV), Volume II.
- (PDF). （原始内容 (PDF)存档于2011-07-07） （西班牙语）. (2.03 MiB)
- (PDF).   [2020-03-20]. （原始内容存档 (PDF)于2019-02-05） （西班牙语）. (1.16 MiB)
- Raven, Susan. . Routledge. 1993. ISBN 0-415-08150-5.